# 안성 도기동 산성
안성 도기동 산성(安城 道基洞 山城, Fortress in Dogi-dong, Anseong)은 대한민국 경기도 안성시 도기동에 있는 삼국시대의 산성이다. 2016년 10월 24일 대한민국의 사적 제536호로 지정되었다.

## 개요
기남문화재연구원이 2015년 9월부터 발굴조사 중인 '안성 도기동 유적'에서 백제의 한성 도읍기부터 고구려가 남쪽으로 진출한 시기에 사용된 목책성(木柵城)이 확인되었다.
《안성 도기동 유적》은 안성천과 잇닿은 나지막한 구릉지에 위치한다. 목책성은 산줄기의 지형을 따라 분포하며, 이번 발굴조사에서는 일부 단절되었으나 모두 4개 구간에 걸쳐 130m 정도의 길이로 확인되었다. 목책성은 토루(土壘)를 쌓고 목책을 세운 구조로, 토루는 기반암 풍화토를 층이 지게 비스듬히 깎은 후 토루 바깥면에 깬돌을 활용하거나, 토제(土堤)를 두고 흙다짐하여 조성하였다.
특이한 점은 토루 바깥면을 직각으로 깎아낸 후, 신라 석성의 구조적 특징 중 하나인 보축성벽과 유사한 보강벽을 조성한 것이다. 단면이 직각 삼각형 모양인 보강벽은 깬돌을 3~4단 정도 쌓고 벽면에 점토를 두텁게 바른 후 점토덩어리를 겹겹이 쌓고 불탄 흙을 다져 올려 마무리한 구조로, 고구려 목책성인 세종시 부강면의 남성골산성과 축조방법이 매우 흡사하다.
목책은 토루의 안쪽과 바깥쪽에 각각 목책열은 돌린 이중구조로, 바깥쪽의 목책은 2열로 나타나며, 안쪽과 바깥쪽 목책의 간격은 4.5~5m 정도이다. 이를 통해 목책의 배치현황과 함께 목책의 전체적인 구조를 가늠해 볼 수 있다.
유물로는 토루의 흙다짐층과 목책구덩 등에서 세발토기(삼족기), 굽다리접시(고배), 시루 등 백제 한성도읍기의 토기를 비롯하여 뚜껑, 손잡이 달린 항아리(파수부 호), 짧은 목 항아리(단경호), 사발(완) 등의 고구려 토기와 컵 모양의 가야계 토기도 출토되었다. 출토된 유물로 보아 목책성의 중심연대는 4~6세기로, 백제에 의해 축조되어 백제가 웅진으로 천도한 이후에는 고구려가 일부 고쳐 사용한 것으로 판단된다.
도기동 유적에서 확인된 목책성의 구조와 출토유물로 볼 때, 이번 발굴조사는 사료로만 전하는 삼국 시대 책(柵)의 구조를 파악할 수 있는 계기가 되었다. 또한, 경기 남부지역에서 고구려가 활용한 목책성이 최초로 확인됨에 따라, 《진천 대모산성》(충청북도 기념물 제83호), 《세종 부강리 남성골산성》(세종특별자치시도 기념물 제9호), 《대전 월평동산성》(대전광역시 기념물 제7호) 등과 연계하여 고구려의 남진 경로를 재구성할 수 있는 학술적 가치가 매우 높은 유적이다.

## 지정사유
안성 도기동 산성은 한강이남 지역에서 확인된 삼국시대 산성으로 고구려의 영역 확장 과정과 남진 경로를 보여주는 유적으로 역사적·학술적 가치가 높다.
목책구조가 잘 남아있어 고대 토목·건축 기술을 파악할 수 있는 중요한 유적이다.

## 건축행위 허용기준
2020년 2월 7일 문화재청은 「문화재보호법」제13조 및「토지이용규제기본법」제8조에 따라 국가지정문화재 사적 제536호「안성 도기동 산성」의 역사문화환경 보존지역 내 건축행위 등에 관한 허용기준을 고시하였다.

## 참고자료
- 안성 도기동 산성 - 국가유산청 국가유산포털